# Баренго
Баренго (итал. Barengo) је насеље у Италији у округу Новара, региону Пијемонт.
Према процени из 2011. у насељу је живело 760 становника. Насеље се налази на надморској висини од 218 м.

## Становништво
| 1931. | 1936. | 1951. | 1961. | 1971. | 1981. | 1991. | 2001. | 2011. |
| ----- | ----- | ----- | ----- | ----- | ----- | ----- | ----- | ----- |
| 1.491 | 1.477 | 1.429 | 1.340 | 1.134 | 969   | 941   | 942   | 852   |